# 百丈瀑
百丈瀑是安徽黄山的三个著名瀑布之一，与人字瀑均位于黄山入口的温泉景区。
百丈瀑位于青潭峰和紫云峰两峰之间，从温泉前往云谷寺的公路左侧，沿一面又高又宽的悬崖石壁垂直而下，瀑布高110米，宽约50米，由于山峰坡度的变化，形成上、下两级。丰水季节甚为壮观，涛声轰鸣 。在黄山三瀑中最为雄壮。下为百丈潭。